# Palazzo Paolo e Niccolò Interiano

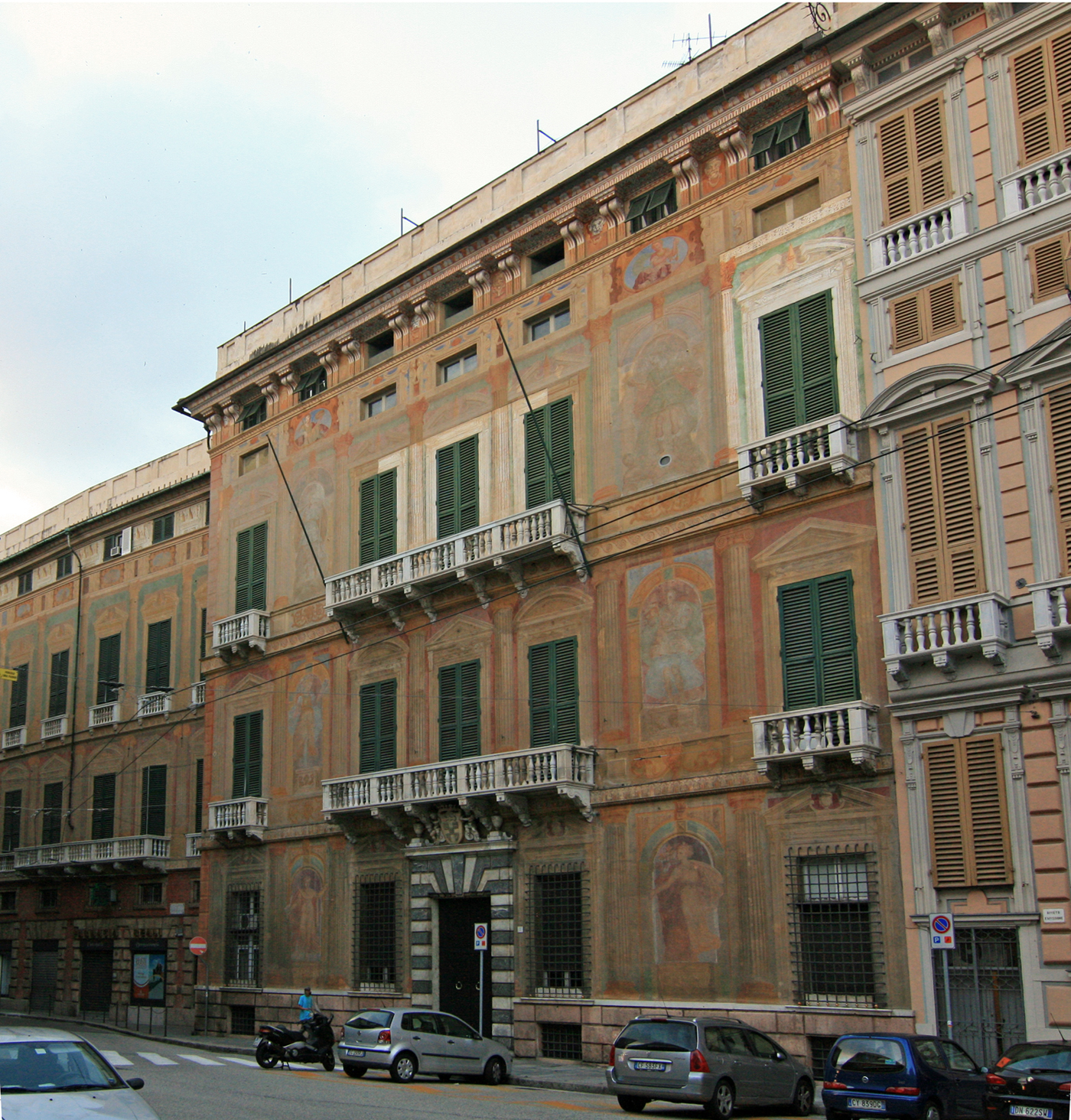
Fassade

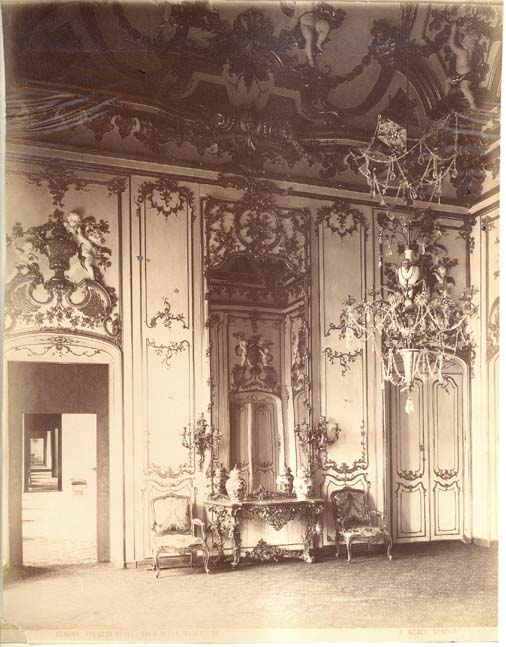
Innenraum am Ende des 19. Jh.

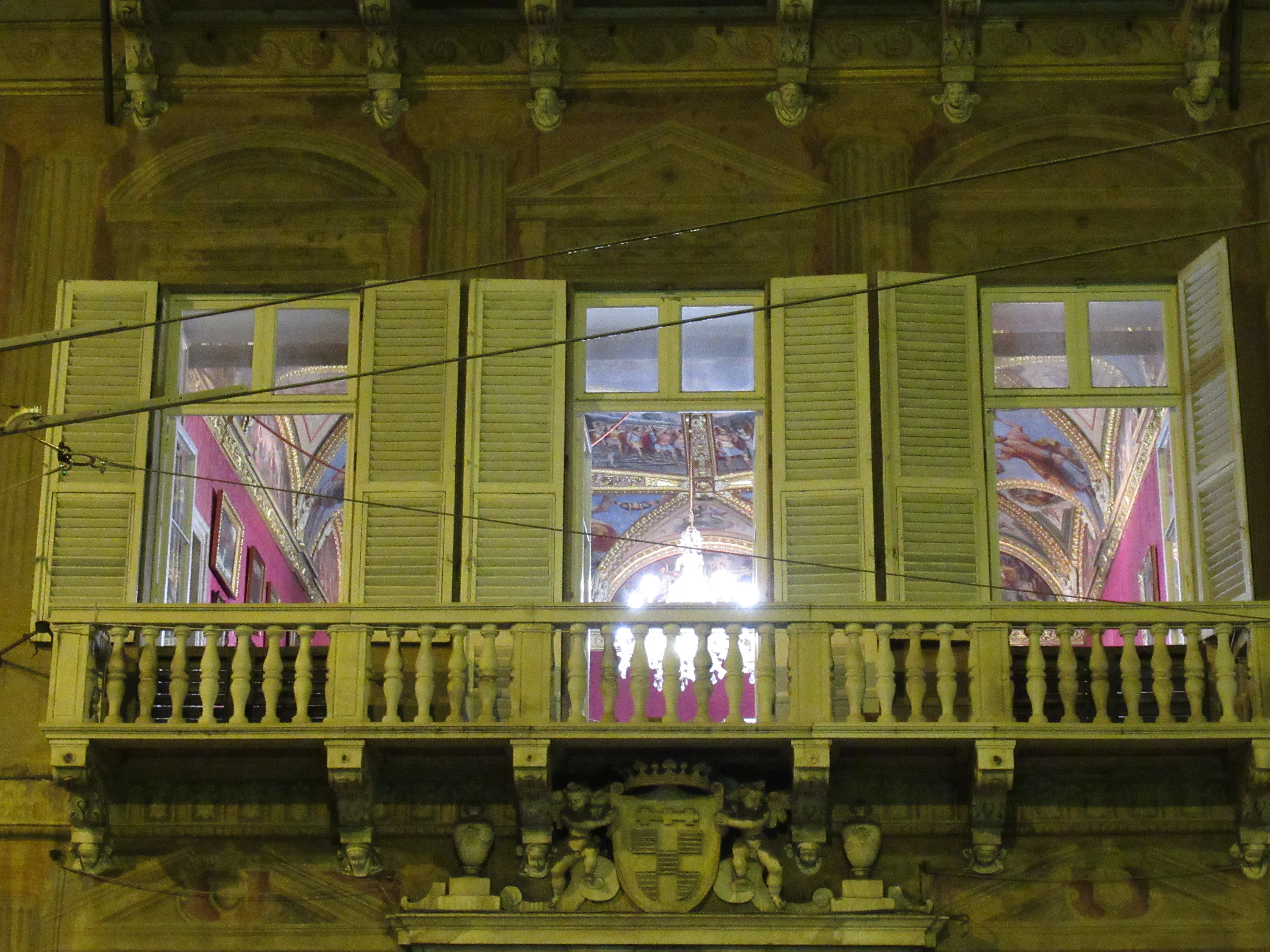
Blick durch das Fenster in den Hauptsaal

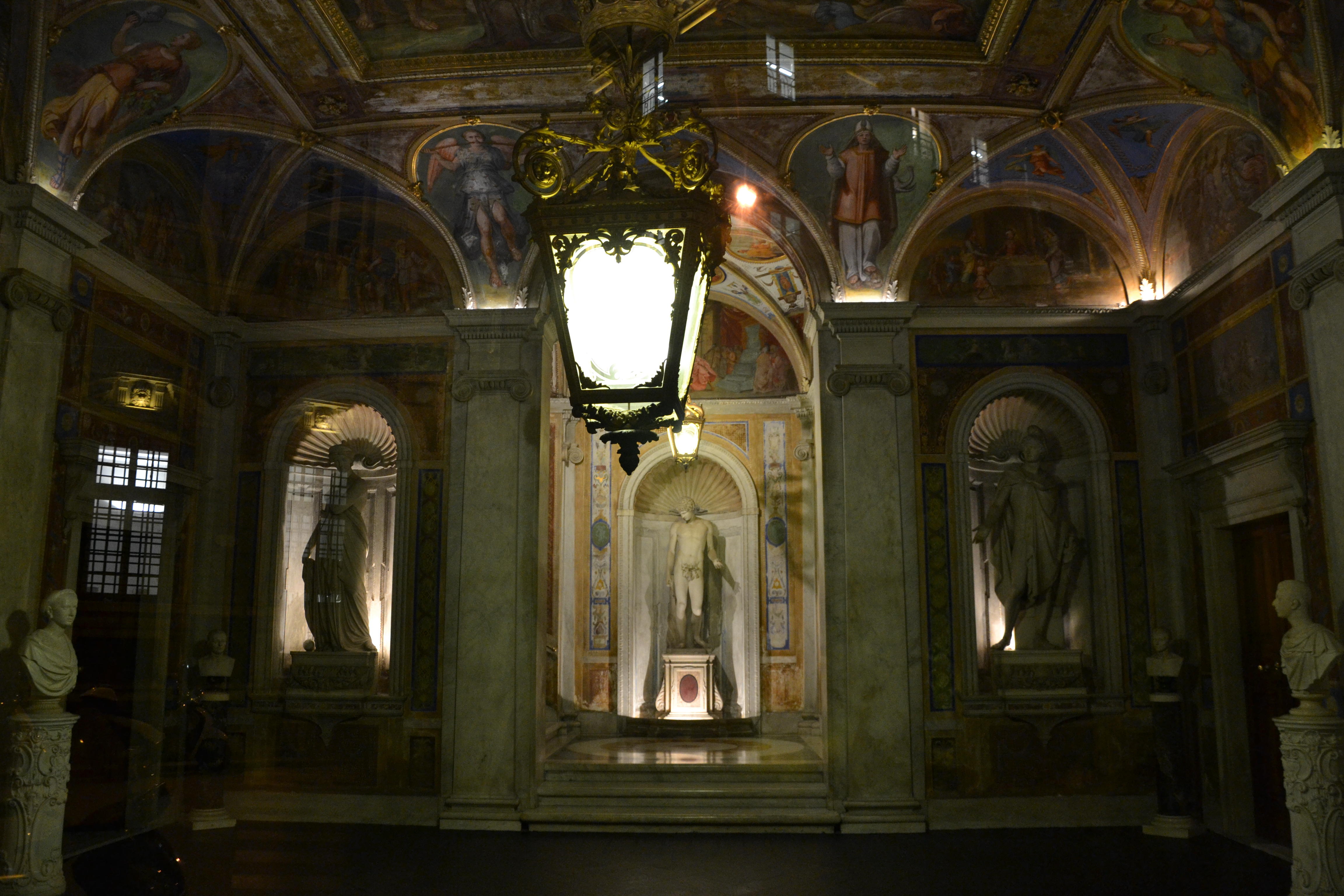
Atrium mit den Statuen des Antinoos, des Paris und der Helena

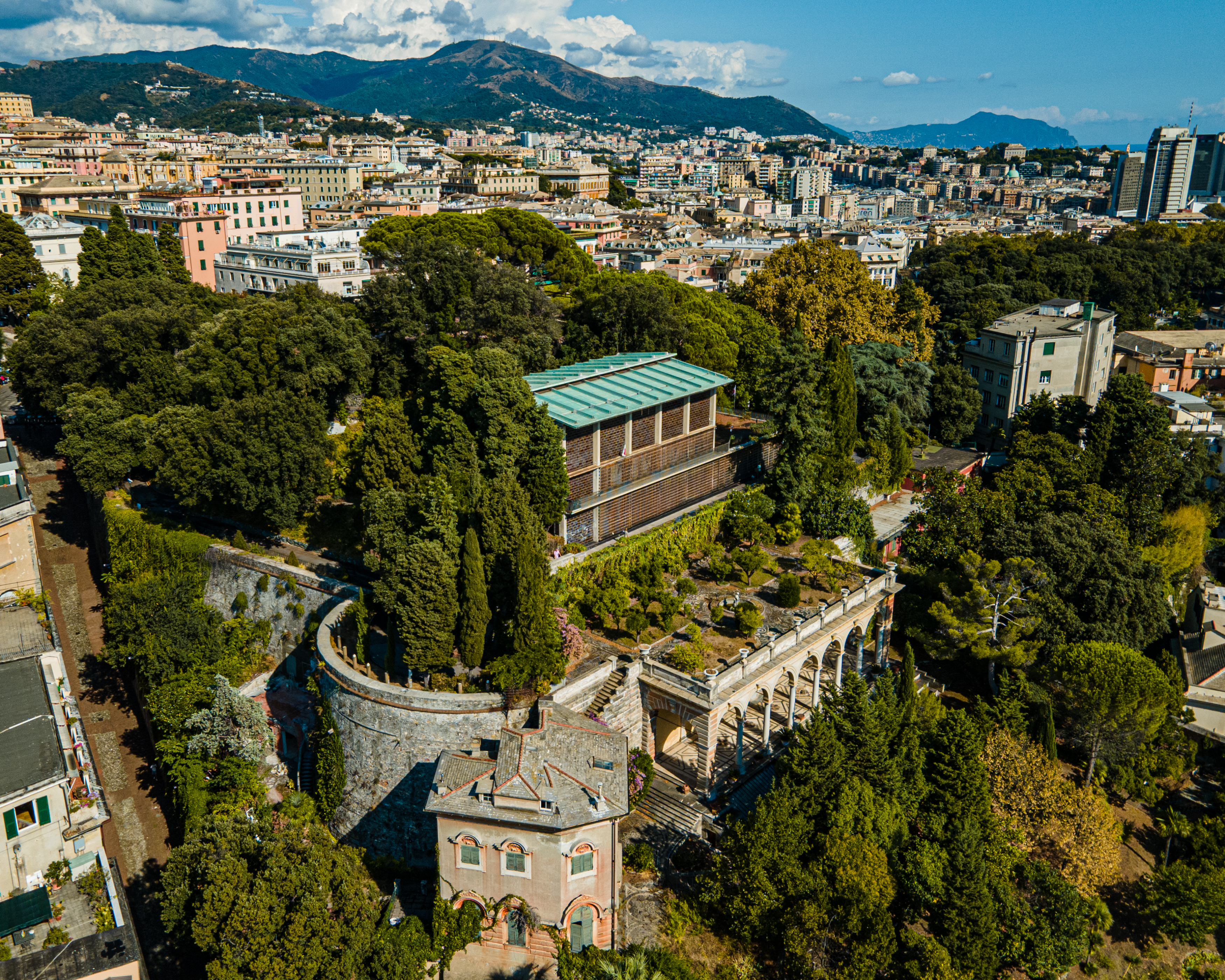
Oberes Ende des Gartens mit der Loggia, darüber das Museo d’arte orientale Edoardo Chiossone

Der Palazzo Paolo e Niccolò Interiano ist ein Stadtpalast in Genua, der Teil des Welterbes der UNESCO „Genua: Die neuen Straßen und die Palazzi der Rolli“ (italienisch Genova: Le Strade Nuove e il sistema dei Palazzi dei Rolli) ist. Das Gebäude liegt an der Piazza Fontane Marose 2.

## Geschichte
Informationen über den ursprünglichen Bau des Palastes liegen nicht vor. Die ältesten erhaltenen Zeugnisse stammen von 1565 und belegen schon einen Umbau. Ludovico Interiano und seine beiden Söhne, Paolo Battista und Nicolò, traten dabei als Bauherren auf. Das Gebäude ist weiter durch Abbildungen in der Veröffentlichung Peter Paul Rubens von 1622 über die Genueser Paläste dokumentiert. Der Hauptunterschied zwischen der Darstellung bei Rubens und dem bestehenden Gebäude betrifft die Gestaltung der Fassade, die nach Rubens aus Quadern bestehen soll, und die fünf Fensterachsen der beiden oberen Stockwerke, die durch Pilaster geteilt dargestellt werden. Tatsächlich wurde die Fassade mit Fresken bemalt, die Statuen in Nischen zeigen.
Als einer der Palazzi dei Rolli war der Palazzo Paolo e Niccolò Interiano in allen Rolli von 1576 bis 1664 eingetragen. Seine Klassifizierung nach den „bussoli“ bewegte sich dabei zwischen allen drei Klassen. (Zu den Einzelheiten dieser Eintragungen vergleiche hier.)
Die Brüder Paolo Battista und Nicolò Interiano, die den Besitz von ihrem Vater übernahmen, beauftragten 1585 Pantaleo Calvi (1510?–1595) und seinen Sohn Benedetto damit, sechs Räume auszuschmücken. Etwa zur gleichen Zeit erhielt wahrscheinlich auch die Fassade ihre Fresken, Allegorien der Klugheit, der Mäßigung, der Gerechtigkeit, der Tapferkeit und der Kardinaltugenden, eine Arbeit die Benedettos Brüder Aurelio und Felice ausführten. Das Bemalen der Fassade, das sich im vorliegenden Fall auch auf die rückseitige Fassade des Palazzo erstreckt, ist ein charakteristisches Merkmal Genueser Architektur vom 15. bis zum 18. Jahrhundert. Der Palazzo Paolo e Niccolò Interiano zeigt das mit am besten.
Als es in der Familie Interiano im 17. Jahrhundert keine Nachkommen mehr gab, ging das Gebäude an die Familie Centurione über, ohne dass das genaue Jahr bekannt ist. Durch Erbschaft fiel es 1797 an den Marchese Luigi Grimaldi della Pietra, der in den Jahren zuvor schon das zweite Stockwerk bewohnt hatte. Dieser verkaufte es 1820 an den Herzog Pietro Vivaldi-Pasqua, der unter der Leitung des Architekten Pietro Pellegrini (1789–1827) das Innere modernisierte, wovon heute noch einiges erhalten ist. 1836 kaufte der Marchese Domenico Pallavicino den Palazzo und ließ sein Wappen über dem Portal anbringen. Dessen Frau, Teresa Corsi, eine Kunstmäzenin, beauftragte 1844 eine Renovierung. Federico Peschiera (1814–1854) und Michele Canzio (1788–1868) restaurierten die Calvi-Fresken an der Gewölbedecke des Atriums sowie der Treppe und ergänzten sie.

## Gegenwart
Der Palazzo Paolo e Niccolò Interiano ist ein Gebäude, das den herrschaftlichen Aspekt der genuesischen Residenzen am besten bewahrt hat. Es wird auch noch heute größtenteils zum Wohnen genutzt.
Die Fresken im Atrium stammen von Giovanni Battista Carlone, die neoklassizistische Statue des Antinoos und die Statuen des Paris und der Helena sind Ergänzungen aus dem 19. Jahrhundert.
Hinter dem Gebäude ist der Garten erhalten, ein Werk vom Umbau der Anlage durch Pietro Pellegrini im 19. Jahrhundert. Den Garten bilden eine Reihe von aufeinander folgender Terrassen, die allmählich den Hügel hinaufsteigen. Der Garten enthält mehrere Loggien, ein Nymphäum sowie einige Statuen und Brunnen. Eine offene Galerie schließt den Garten nach oben ab. Darüber erhebt sich der Neubau des Museo d’arte orientale Edoardo Chiossone (Museum für orientalische Kunst), das von Mario Labò anstelle der zerstörten Villetta Di Negro errichtet und 1971 eröffnet wurde.
Am Gebäude sind drei Inschriften von 1206, 1427, 1559 erhalten, die an den Amorose- oder Marose-Brunnen, der bei der Umgestaltung des Platzes vor dem Gebäude im 19. Jahrhundert entfernt wurde, dem Platz aber auch heute noch seinen Namen gibt.

## Galerie

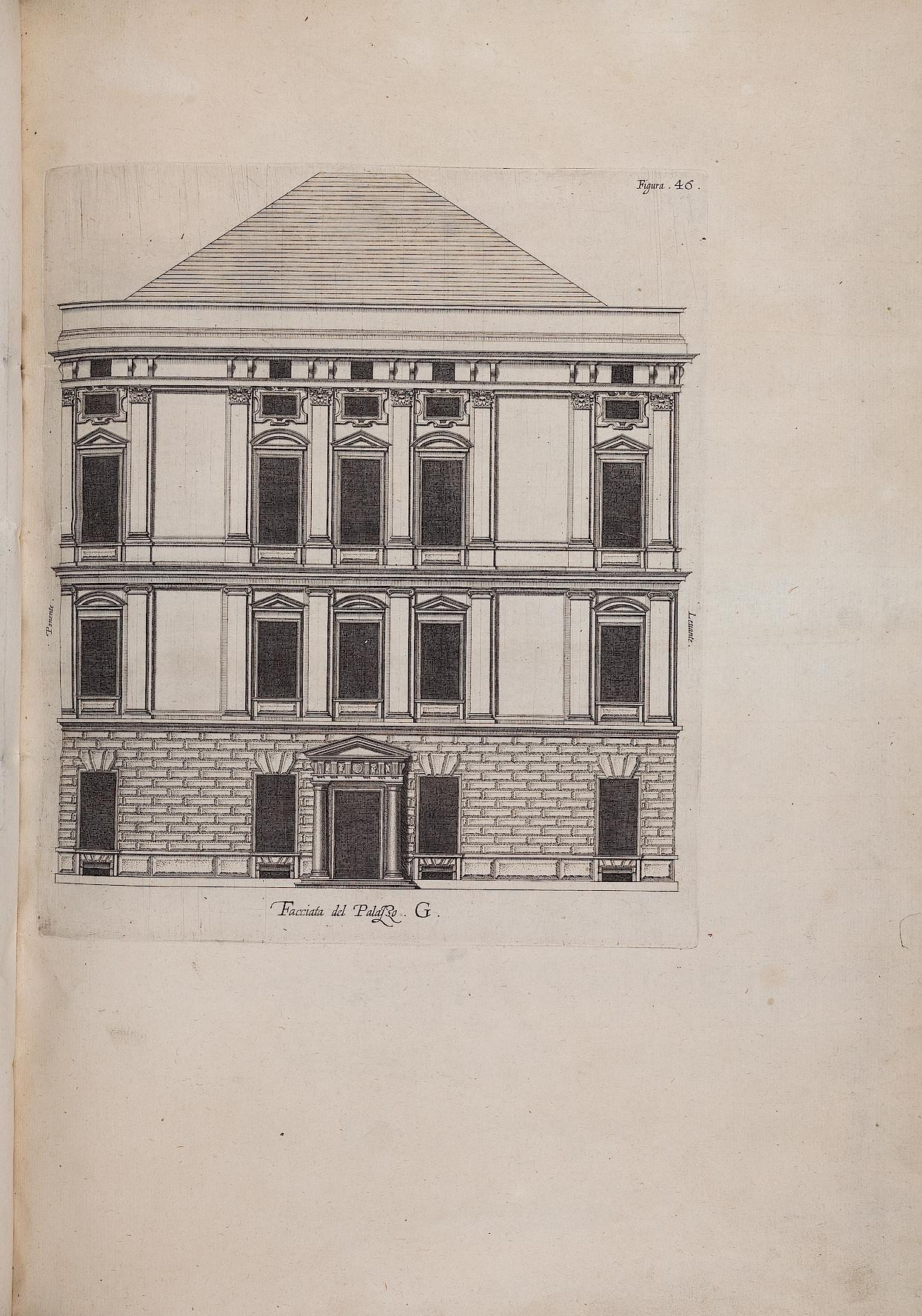
Aufriss bei Rubens
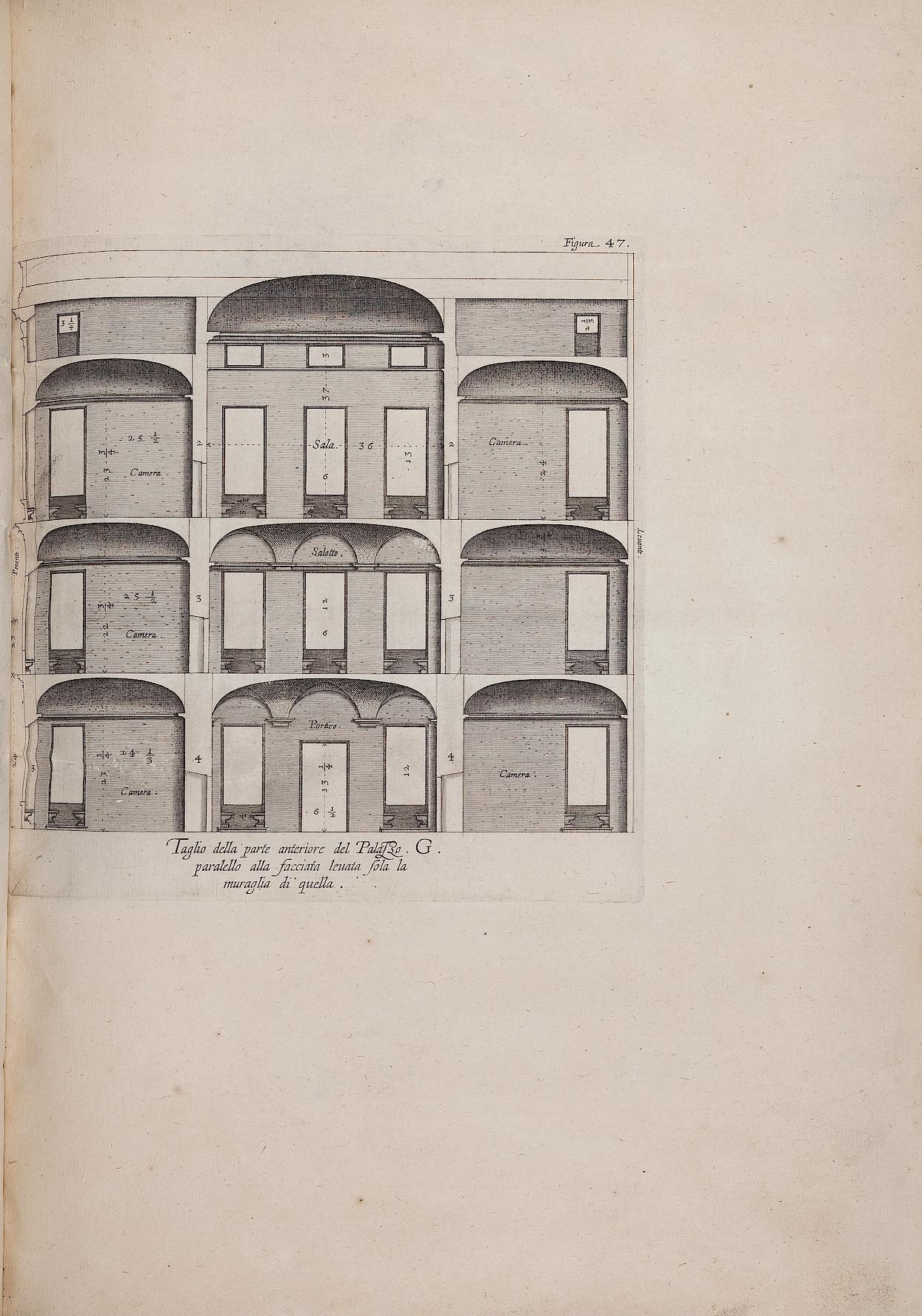
Querschnitt mit Blick nach Norden und auf die Straßenfassade bei Rubens
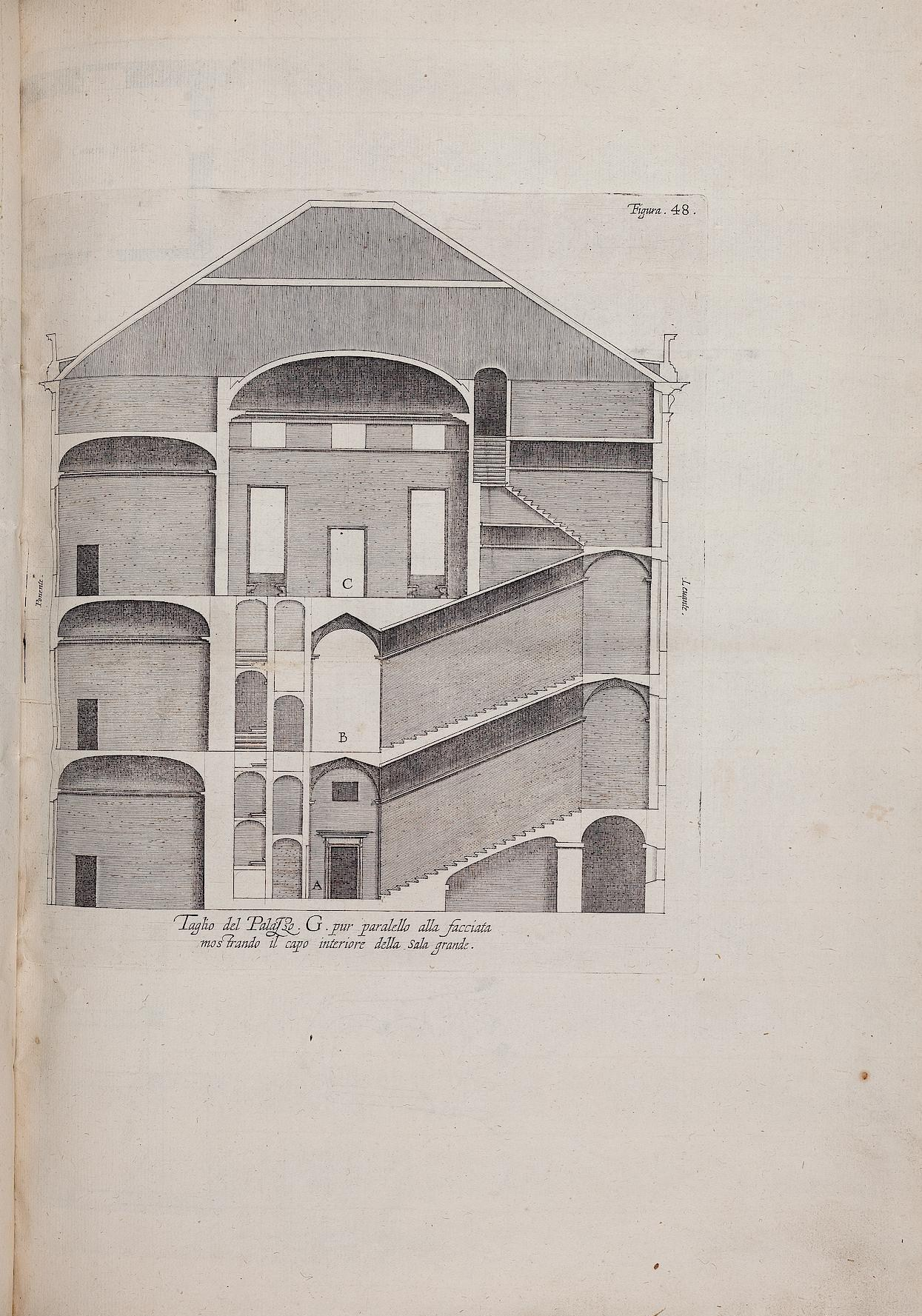
Querschnitt mit Blick nach Süden und auf die Gartenfassade bei Rubens
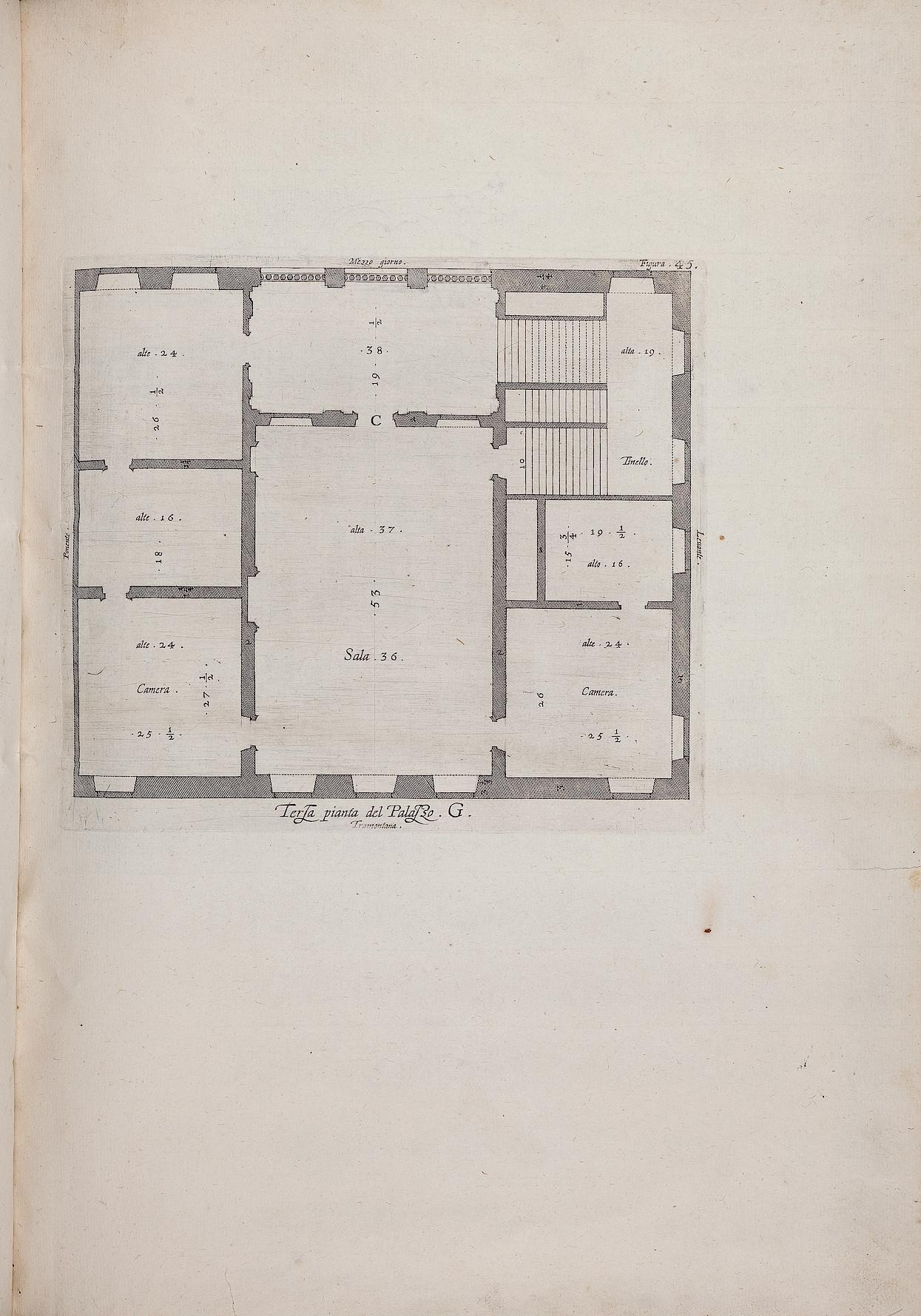
2. Obergeschoss bei Rubens